# بيير كارلز
بيير كارلز (بالفرنسية: Pierre Carles)‏ هو صحفي وكاتب سيناريو ومخرج فرنسي، ولد في 2 أبريل 1962.

## وصلات خارجية
- الموقع الرسمي
- بيير كارلز على موقع IMDb (الإنجليزية)
- بيير كارلز على موقع ألو سيني (الفرنسية)
- بيير كارلز على موقع أول موفي (الإنجليزية)
- بيير كارلز على موقع قاعدة بيانات الأفلام السويدية (السويدية)
- بيير كارلز على موقع قاعدة بيانات الفيلم (الإنجليزية)
- بيير كارلز على موقع كينوبويسك (الروسية)